# 41e cérémonie des British Academy Film Awards
Pour la cérémonie des BAFTAs récompensant la télévision, voir la 35e cérémonie des British Academy Television Awards.
La 41e cérémonie des British Academy Film Awards, organisée par la British Academy of Film and Television Arts, s'est déroulée en 1988 et a récompensé les films sortis en 1987.

## Palmarès

### Meilleur film
- Jean de Florette
  - Hope and Glory
  - Radio Days
  - Cry Freedom

### Meilleur réalisateur
- Oliver Stone pour Platoon
  - John Boorman pour Hope and Glory
  - Claude Berri pour Jean de Florette
  - Richard Attenborough pour Cry Freedom

### Meilleur acteur
- Sean Connery pour le rôle de Guillaume de Baskerville dans Le Nom de la rose (Der Name der Rose)
  - Gary Oldman pour le rôle de Joe Orton dans Prick Up Your Ears
  - Gérard Depardieu pour le rôle de Jean de Florette dans Jean de Florette
  - Yves Montand pour le rôle du Papet dans Jean de Florette

### Meilleure actrice
- Anne Bancroft pour le rôle d'Helene Hanff dans 84 Charing Cross Road
  - Emily Lloyd pour le rôle de Lynda Mansell dans Wish You Were Here
  - Julie Walters pour le rôle de Christine Painter dans Personal Services
  - Sarah Miles pour le rôle de Grace Rowan dans Hope and Glory

### Meilleur acteur dans un second rôle
- Daniel Auteuil pour le rôle de Galinette dans Jean de Florette
  - John Thaw pour le rôle de Jimmy Kruger dans Cry Freedom
  - Sean Connery pour le rôle de Jim Malone dans Les Incorruptibles (The Untouchables)
  - Ian Bannen pour le rôle de Grand-père George dans Hope and Glory

### Meilleure actrice dans un second rôle
- Susan Wooldridge pour le rôle de Molly dans Hope and Glory
  - Judi Dench pour le rôle de Nora Doel dans 84 Charing Cross Road
  - Vanessa Redgrave pour le rôle de Peggy Ramsay dans Prick Up Your Ears
  - Dianne Wiest pour le rôle de Bea dans Radio Days

### Meilleur scénario original
- Wish You Were Here – David Leland
  - Hope and Glory – John Boorman
  - Radio Days – Woody Allen
  - Personal Services – David Leland

### Meilleur scénario adapté
- Jean de Florette – Claude Berri et Gerard Brach
  - La Petite Dorrit (Little Dorrit) – Christine Edzard
  - 84 Charing Cross Road – Hugh Whitemore
  - Prick Up Your Ears – Alan Bennett

### Meilleure direction artistique
- Radio Days – Santo Loquasto
  - Hope and Glory – Anthony Pratt
  - Les Incorruptibles (The Untouchables) – William A. Elliot
  - Jean de Florette – Bernard Vézat

### Meilleurs costumes
- Radio Days
  - Hope and Glory
  - La Petite Dorrit (Little Dorrit)
  - Les Incorruptibles (The Untouchables)

### Meilleurs maquillages et coiffures
- Le Nom de la rose (Der Name der Rose)
  - La Mouche (The Fly)
  - Hope and Glory
  - Jean de Florette

### Meilleure photographie
- Platoon – Robert Richardson
  - Cry Freedom – Ronnie Taylor
  - Hope and Glory – Philippe Rousselot
  - Jean de Florette – Bruno Nuytten

### Meilleur montage
- Platoon – Claire Simpson
  - Cry Freedom – Lesley Walker
  - Hope and Glory – Ian Crafford
  - Radio Days – Susan E. Morse

### Meilleurs effets spéciaux
- Les Sorcières d'Eastwick (Witches of Eastwick)
  - Full Metal Jacket
  - La Mouche (The Fly) – Jon Berg, Louis Craig, Chris Walas et Hoyt Yeatman
  - La Petite Boutique des horreurs (Little Shop of Horrors)

### Meilleur son
- Cry Freedom
  - Full Metal Jacket
  - Radio Days
  - Hope and Glory

### Meilleure musique de film
- Les Incorruptibles (The Untouchables) – Ennio Morricone
  - Wish You Were Here – Stanley Myers
  - Cry Freedom – George Fenton et Jonas Gwanga
  - Hope and Glory – Peter Martin

### Meilleur film en langue étrangère
- Le Sacrifice (Offret) •  Suède/ Royaume-Uni/ France
  - Ma vie de chien (Mitt liv som hund) •  Suède
  - Jean de Florette •  France/ Italie
  - Manon des Sources •  France/ Italie

### Meilleur court-métrage
- Artisten – Jonas Grimas
  - Short and Curlies – Mike Leigh
  - Treacle – Peter Chelsom
  - After Maria (D'Après Maria) – Jean-Claude Robert

### Meilleure contribution au cinéma britannique
Michael Balcon Award.
- La troupe des Monty Python

### Fellowship Award
Prix d'honneur de la BAFTA, récompense la réussite dans les différentes formes du cinéma.
- Ingmar Bergman

## Récompenses et nominations multiples

### Nominations multiples
Films
 12  : Hope and Glory
 10  : Jean de Florette
 7  : Radio Days, Cry Freedom
 4  : Les Incorruptibles
 3  : Platoon, Prick Up Your Ears, 84 Charing Cross Road, Wish You Were Here
 2  : Le Nom de la rose, Personal Services, La Petite Dorrit, Full Metal Jacket, La Mouche
Personnalités
 2  : Claude Berri, John Boorman, Sean Connery, David Leland

### Récompenses multiples
Légende : Nombre de récompenses/Nombre de nominations
Films
 3 / 3  : Platoon
 3 / 10  : Jean de Florette
 2 / 2  : Le Nom de la rose
 2 / 7  : Radio Days

### Les grands perdants
1 / 12  : Hope and Glory
 1 / 7  : Cry Freedom